# Tennistoernooi van Rosmalen 1999
|                                          |  |                                       |
| Kristina Brandi, winnares bij de vrouwen |  | Patrick Rafter, winnaar bij de mannen |

Het tennistoernooi van Rosmalen van 1999 werd van 14 tot en met 20 juni 1999 gespeeld op de grasbanen van het Autotron Expodome in de Nederlandse plaats Rosmalen, onderdeel van de gemeente 's-Hertogenbosch. De officiële naam van het toernooi was Heineken Trophy.
Het toernooi bestond uit twee delen:
- WTA-toernooi van Rosmalen 1999, het toernooi voor de vrouwen
- ATP-toernooi van Rosmalen 1999, het toernooi voor de mannen

ATP-toernooi van Rosmalen – WTA-toernooi van Rosmalen

1996 · 1997 · 1998 · 1999 · 2000 · 2001 · 2002 · 2003 · 2004 · 2005 · 2006 · 2007 · 2008 · 2009 · 2010 · 2011 · 2012 · 2013 · 2014 · 2015 · 2016 · 2017 · 2018 · 2019 · 2020-2021 · 2022 · 2023 · 2024